# Viktor Poletaev
Viktor Evgen'evič Poletaev (in russo Виктор Евгеньевич Полетаев?; Čeljabinsk, 27 luglio 1995) è un pallavolista russo, opposto dello Zenit San Pietroburgo.

## Palmarès

### Club
- Campionato russo: 4

Zenit-Kazan: 2013-2014, 2014-2015, 2015-2016
Kuzbass: 2018-2019
- Coppa di Russia: 2

Zenit-Kazan: 2014, 2015
- Supercoppa russa: 2

Zenit-Kazan: 2015
Kuzbass: 2019
- Champions League: 2

Zenit-Kazan: 2014-2015, 2015-2016

### Nazionale (competizioni minori)
- Campionato europeo under 19 2013
- Campionato mondiale under 19 2013
- Festival olimpico della gioventù europea
- Campionato mondiale under 21 2013
- Campionato europeo under 20 2014
- Giochi europei 2015
- Memorial Hubert Wagner 2018

### Premi individuali
- 2013 - Campionato europeo under 19: MVP
- 2013 - Campionato mondiale under 19: Miglior opposto
- 2013 - Campionato mondiale under 21: MVP